# NGC 1950
NGC 1950 ist ein offener Sternhaufen der Großen Magellanschen Wolke im Sternbild Mensa. Er wurde am 23. Dezember 1834 vom Astronomen John Herschel entdeckt.